# らくらくゴーゴー!
らくらくゴーゴー!とはCS放送日テレプラスで2012年（平成24年）1月8日から夕方に放送していた落語演芸番組である。

## 概要
『笑点Jr.』を放送してきた日テレプラスの新しい演芸番組。2012年（平成24年）1月8日に放送がスタート。
番組冒頭におけるナレーションは日本テレビアナウンサーの辻岡義堂が担当。
収録は、第1回から第10回は横浜にぎわい座で、第11回以降は深川江戸資料館小劇場で昼に行われている。

## 放送時間
毎週金曜日の16:45～17:15（2013年1月 - 2回連続放送）
- 以前の放送時間（初回放送）
  - 毎週日曜日の17:00～17:30（2012年1月 - 3月。2回連続放送）
  - 毎週日曜日の18:00～18:30（2012年6月 - 8月。2回連続放送）
- 新作を放送した翌週に新作の再放送を放送する。

## 出演落語家
出演落語家は若手･中堅中心で、主に2組出演し、毎回週替わりで古典落語を演じる。
| 第1回～第10回 | 第1回～第10回 | 第1回～第10回                          | 第1回～第10回 |
| 期間          | 回            | 出演落語家                             | 演目          |
| ------------- | ------------- | -------------------------------------- | ------------- |
| 2012年1月8日  | 1             | 林家たい平                             | 湯屋番        |
| 2012年1月8日  | 2             | 立川生志                               | 反対俥        |
| 2012年1月22日 | 3             | 春風亭一之輔                           | 狸札          |
| 2012年1月22日 | 4             | 桃月庵白酒                             | 親子酒        |
| 2012年2月5日  | 5             | 三遊亭兼好                             | 看板のピン    |
| 2012年2月5日  | 6             | 林家彦いち                             | 初天神        |
| 2012年2月19日 | 7             | 三遊亭きつつき （現：4代目三遊亭萬橘） | ん廻し        |
| 2012年2月19日 | 8             | 橘家文左衛門                           | 道灌          |
| 2012年3月4日  | 9             | 三笑亭可龍                             | 松竹梅        |
| 2012年3月4日  | 10            | 立川談笑                               | 堀の内        |

| 第11回～第20回 | 第11回～第20回 | 第11回～第20回  | 第11回～第20回 |
| 期間           | 回             | 出演落語家      | 演目           |
| -------------- | -------------- | --------------- | -------------- |
| 2012年6月10日  | 11             | 古今亭菊之丞    | 代り目         |
| 2012年6月10日  | 12             | 五明樓玉の輔    | 宗論           |
| 2012年6月24日  | 13             | 立川志らら      | ちりとてちん   |
| 2012年6月24日  | 14             | 柳家花緑        | 祇園祭         |
| 2012年7月8日   | 15             | 三遊亭王楽      | 普段の袴       |
| 2012年7月8日   | 16             | 2代目林家木久蔵 | 後生鰻         |
| 2012年7月29日  | 17             | 春風亭百栄      | 手水廻し       |
| 2012年7月29日  | 18             | 三遊亭遊馬      | 牛ほめ         |
| 2012年8月12日  | 19             | 立川談奈        | 紙入れ         |
| 2012年8月12日  | 20             | 三遊亭遊雀      | 悋気の独楽     |

| 第21回～第30回 | 第21回～第30回 | 第21回～第30回                | 第21回～第30回 |
| 期間           | 回             | 出演落語家                    | 演目           |
| -------------- | -------------- | ----------------------------- | -------------- |
| 2013年1月11日  | 21             | 鈴々舎八ゑ馬                  | 時うどん       |
| 2013年1月11日  | 22             | 柳亭市馬                      | 一目上がり     |
| 2013年1月25日  | 23             | 立川志の吉 （現：立川晴の輔） | 初音の鼓       |
| 2013年1月25日  | 24             | 桂文治                        | 鈴ヶ森         |
| 2013年2月8日   | 25             | 立川志ら乃                    | 長短           |
| 2013年2月8日   | 26             | 三遊亭愛楽                    | 厩火事         |
| 2013年2月22日  | 27             | 桂宮治                        | 強情灸         |
| 2013年2月22日  | 28             | 入船亭扇辰                    | 阿武松         |
| 2013年3月8日   | 29             | 隅田川馬石                    | 鮑のし         |
| 2013年3月8日   | 30             | 橘家圓太郎                    | 紀州           |

## スペシャル番組

### 日テレプラス presents らくらくゴーゴー!そうだ落語で笑おうスペシャル
2012年3月4日にBSスカパー!で放送。
春風亭昇太による古典落語「壺算」と柳家喬太郎による新作落語「ハンバーグができるまで」、昇太と喬太郎の二人による特別対談（これらは荏原文化センターで収録をしたもの）、ナイツによる寄席リポート、お笑い芸人から落語家に転身した世界のナベアツこと桂三度によるインタビューの四部構成で放送。
後に日テレプラスでも同年6月3日に放送。また6月10日にはナイツのリポートに未公開映像と加えた「らくらくゴーゴー!ナイツの浅草スペシャル」を、6月17日には昇太と喬太郎による対談にも未公開映像と加えた「らくらくゴーゴー!昇太と喬太郎でスペシャル」を放送した。
出演者
- 春風亭昇太
- 柳家喬太郎
- ナイツ
- 三遊亭小遊三
- 瀧川鯉昇
- 5代目春風亭柳好
- 桂三度

### らくらくゴーゴー!二人会スペシャル
2013年9月29日から、落語家2名が競演する「二人会スペシャル」を放送。
出演落語家2人による落語とトークを放送する。
| 出演者        | 出演者                       | 出演者       | 出演者                                  | 出演者               | 出演者 |
| 期間          | タイトル                     | 出演落語家   | 演目                                    | 収録会場             |        |
| ------------- | ---------------------------- | ------------ | --------------------------------------- | -------------------- | ------ |
| 2013年9月29日 | たい平･遊雀の二人会          | 林家たい平   | 金明竹                                  | なかのZERO小ホール   |        |
| 2013年9月29日 | たい平･遊雀の二人会          | 三遊亭遊雀   | 堪忍袋                                  | なかのZERO小ホール   |        |
| 2014年1月18日 | 生志･白酒の二人会            | 立川生志     | 太鼓腹                                  | 横浜にぎわい座       |        |
| 2014年1月18日 | 生志･白酒の二人会            | 桃月庵白酒   | 転宅                                    | 横浜にぎわい座       |        |
| 2014年5月4日  | 喬太郎･彦いちの二人会        | 柳家喬太郎   | 夜の慣用句                              | 深川江戸資料館小劇場 |        |
| 2014年5月4日  | 喬太郎･彦いちの二人会        | 林家彦いち   | 掛け声指南                              | 深川江戸資料館小劇場 |        |
| 2014年5月4日  | たい平･遊雀の二人会 完全版   | 林家たい平   | 金明竹 禁酒番屋                         | なかのZERO小ホール   |        |
| 2014年5月4日  | たい平･遊雀の二人会 完全版   | 三遊亭遊雀   | 堪忍袋 看板のピン                       | なかのZERO小ホール   |        |
| 2014年9月20日 | 生志･白酒の二人会 完全版     | 立川生志     | 太鼓腹 お見立て                         | 横浜にぎわい座       |        |
| 2014年9月20日 | 生志･白酒の二人会 完全版     | 桃月庵白酒   | 転宅 つる                               | 横浜にぎわい座       |        |
| 2014年9月20日 | 白鳥･文左衛門の二人会        | 三遊亭白鳥   | マキシム・ド・呑兵衛                    | 深川江戸資料館小劇場 |        |
| 2014年9月20日 | 白鳥･文左衛門の二人会        | 橘家文左衛門 | ちりとてちん                            | 深川江戸資料館小劇場 |        |
| 2015年1月10日 | 市馬･一之輔の二人会          | 柳亭市馬     | 高砂や                                  | 深川江戸資料館小劇場 |        |
| 2015年1月10日 | 市馬･一之輔の二人会          | 春風亭一之輔 | 初天神                                  | 深川江戸資料館小劇場 |        |
| 2015年1月10日 | 喬太郎･彦いちの二人会 完全版 | 柳家喬太郎   | 夜の慣用句 小言幸兵衛                   | 深川江戸資料館小劇場 |        |
| 2015年1月10日 | 喬太郎･彦いちの二人会 完全版 | 林家彦いち   | 掛け声指南 ちりとてちん                 | 深川江戸資料館小劇場 |        |
| 2015年5月30日 | 市馬･一之輔の二人会 完全版   | 柳亭市馬     | 高砂や 笠碁                             | 深川江戸資料館小劇場 |        |
| 2015年5月30日 | 市馬･一之輔の二人会 完全版   | 春風亭一之輔 | 初天神 粗忽の釘                         | 深川江戸資料館小劇場 |        |
| 2015年5月30日 | 白鳥･文左衛門の二人会 完全版 | 三遊亭白鳥   | マキシム・ド・呑兵衛 たかしくんの神隠し | 深川江戸資料館小劇場 |        |
| 2015年5月30日 | 白鳥･文左衛門の二人会 完全版 | 橘家文左衛門 | ちりとてちん 子別れ                     | 深川江戸資料館小劇場 |        |

### 贅沢な落語会 日テレプラス『らくらくゴーゴー!』スペシャル
2014年5月4日に、日テレプラスで5時間55分にわたって落語関連番組を放送する「らくらくゴーゴーゴー!」と、小堺一機がメインMCを担当し、日テレプラス･寄席チャンネル･TBSチャンネルが共同制作を行った「贅沢な落語会」の一環として放送された。
春風亭昇太による新作落語「人生が二度あれば」と林家たい平による古典落語「明烏」、小堺さんを交えたの落語トーク、特別ゲストにナイツを迎えた特別企画「落語予備校」（これらはかつしかシンフォニーヒルズ アイリスホールで収録をしたもの）の三部構成で放送。
出演者
- 小堺一機（メインMC）
- 春風亭昇太
- 林家たい平
- ナイツ

## スタッフ
- 構成 : 山田浩康、佐藤かんじ
- イラスト : 中川学
- CAM : 高橋元弘
- 音声 : 大島草太
- 編集 : 樋口佳孝、村上友住子
- MA : 小林陽子
- 音効 : 吉田茂、宮川素子
- 広報 : 英正規
- 編成 : 中川夏樹
- 協力 : 深川江戸資料館
- 技術協力 : NiTRo、コスモスペース
- AD : 野中翔太
- ディレクター : 深谷圭二、高木裕司
- プロデューサー : 加宮貴博
- 制作協力 ： AX-ON（旧日テレ映像センター）
- 製作著作 ： CS日本

過去のスタッフ
- 協力 : 横浜にぎわい座